# Ponte Vecchio

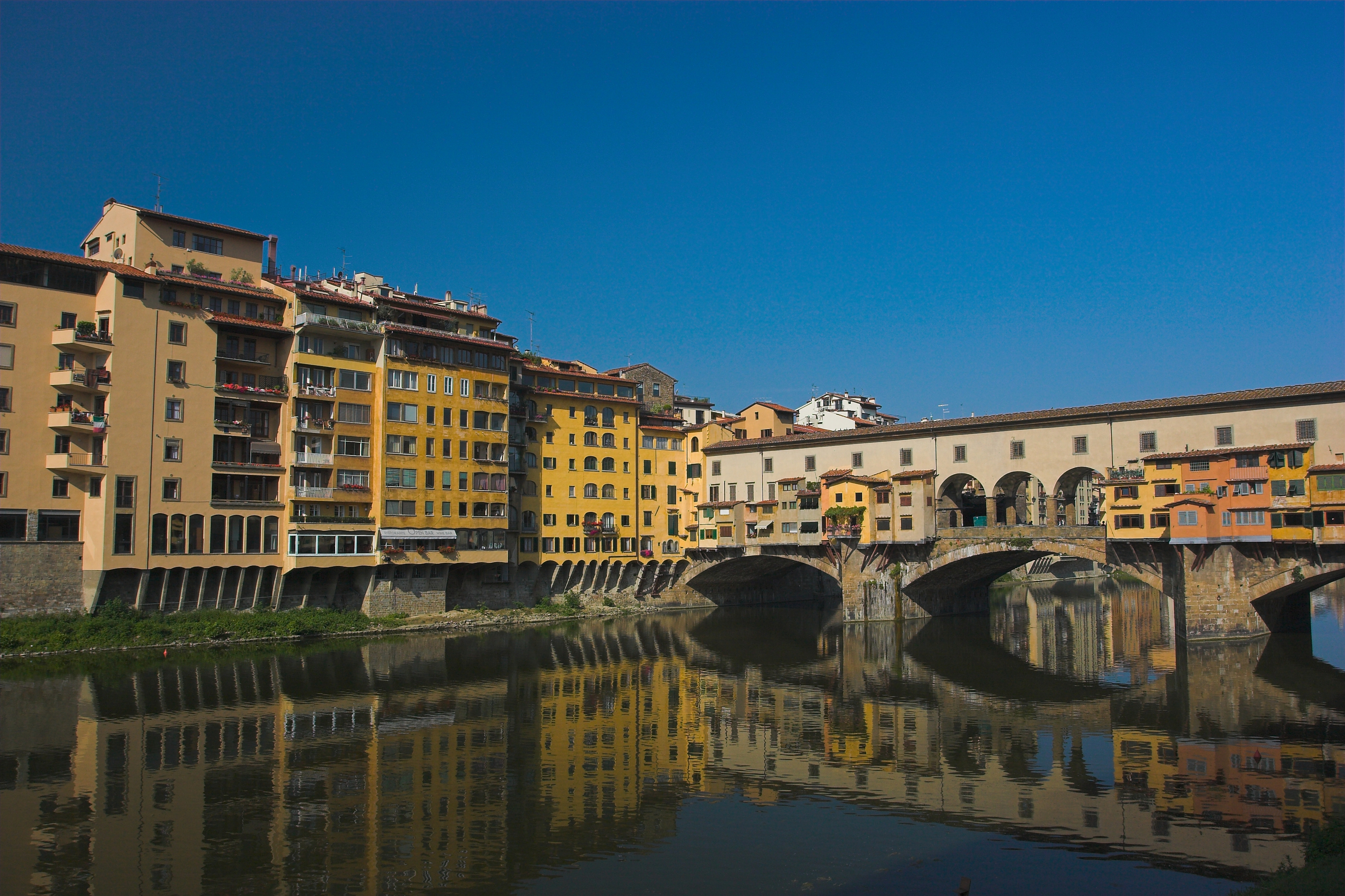
Ponte Vecchio

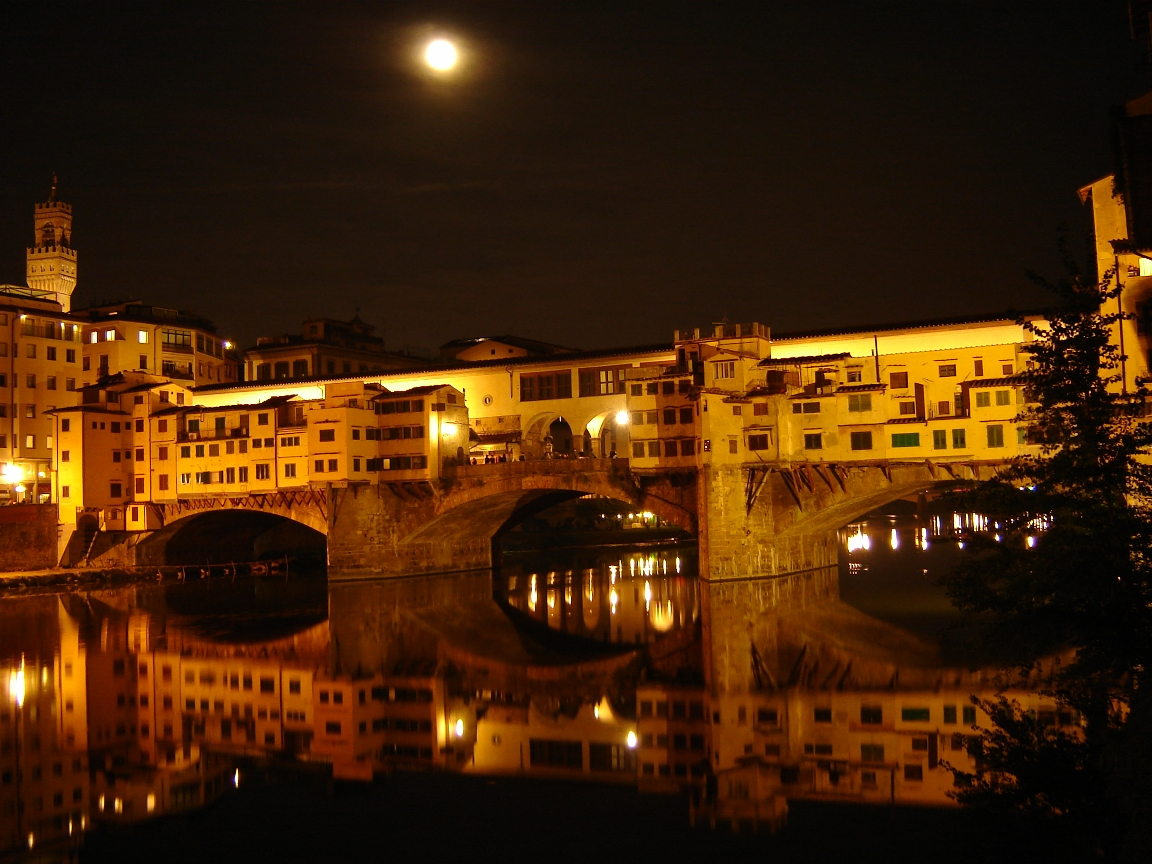
Ponte Vecchio à noite

A Ponte Vecchio (Ponte Velha) é uma Ponte em arco medieval sobre o Rio Arno, em Florença, na Itália, famosa por ter uma quantidade de lojas (principalmente ourivesarias e joalharias) ao longo de todo o tabuleiro.
Acredita-se que tenha sido construída ainda na Roma Antiga e era feita originalmente de madeira.  Foi destruída pelas cheias de 1333 e reconstruída em 1345, com projecto da autoria de Taddeo Gaddi. Consiste em três arcos, o maior deles com 30 metros de diâmetro. Desde sempre alberga lojas e mercadores, que mostravam as mercadorias sobre bancas, sempre com a autorização do Bargello, a autoridade municipal de então. Diz-se que a palavra bancarrota teve ali origem. Quando um mercador não conseguia pagar as dívidas, a mesa (banco) era quebrada (rotto) pelos soldados. Essa prática era chamada bancorotto.
Durante a Segunda Guerra Mundial, a ponte não foi danificada pelos alemães. Acredita-se que tenha sido uma ordem direta de Hitler.
Ao longo da ponte, há vários cadeados, especialmente no gradeamento em torno da estátua de Benvenuto Cellini. O facto é ligado à antiga ideia do amor e dos amantes: ao trancar o cadeado e lançar a chave ao rio, os amantes tornavam-se eternamente ligados. Graças a essa tradição e ao turismo desenfreado, milhares de cadeados tinham de ser removidos com frequência, estragando a estrutura da ponte. Devido a isso, o município estipulou uma multa de 50 euros para quem for apanhado, em flagrante, a colocar cadeados na ponte.
Existe uma referência à ponte e ao Rio Arno na famosa ária O Mio Babbino Caro, da ópera Gianni Schicchi de Giacomo Puccini.

## Galeria

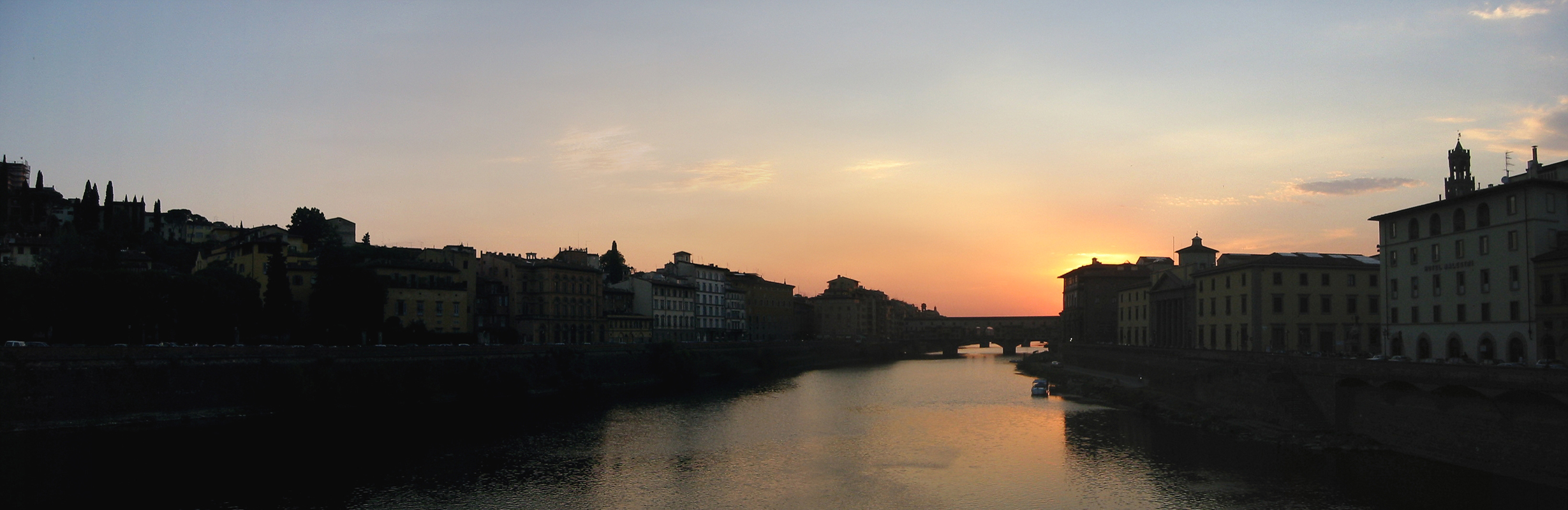
Panorama da Ponte Vecchio ao pôr-do-sol

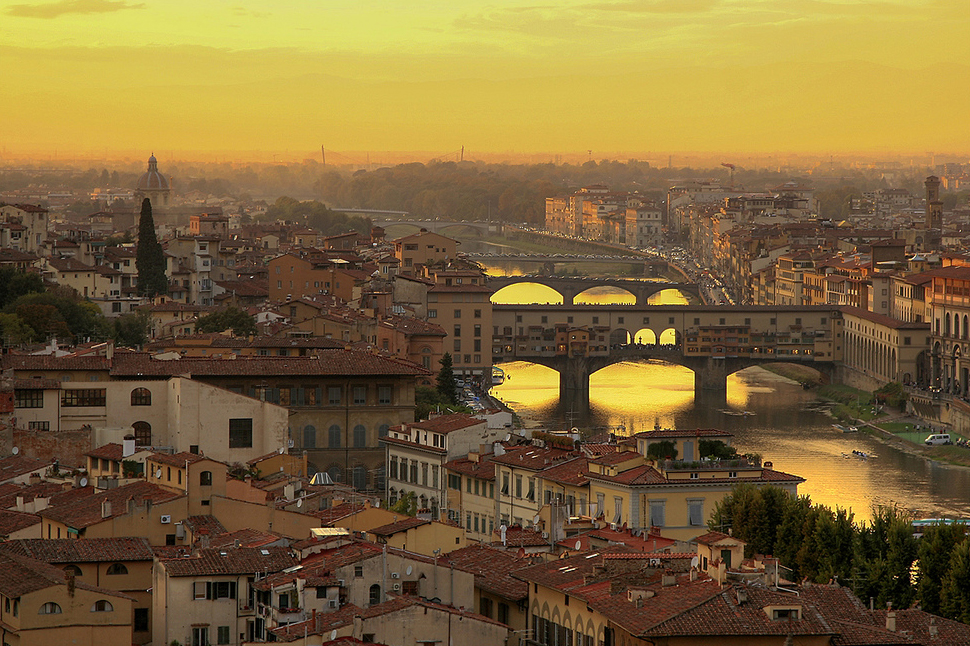
Vista do Parque Michelangelo
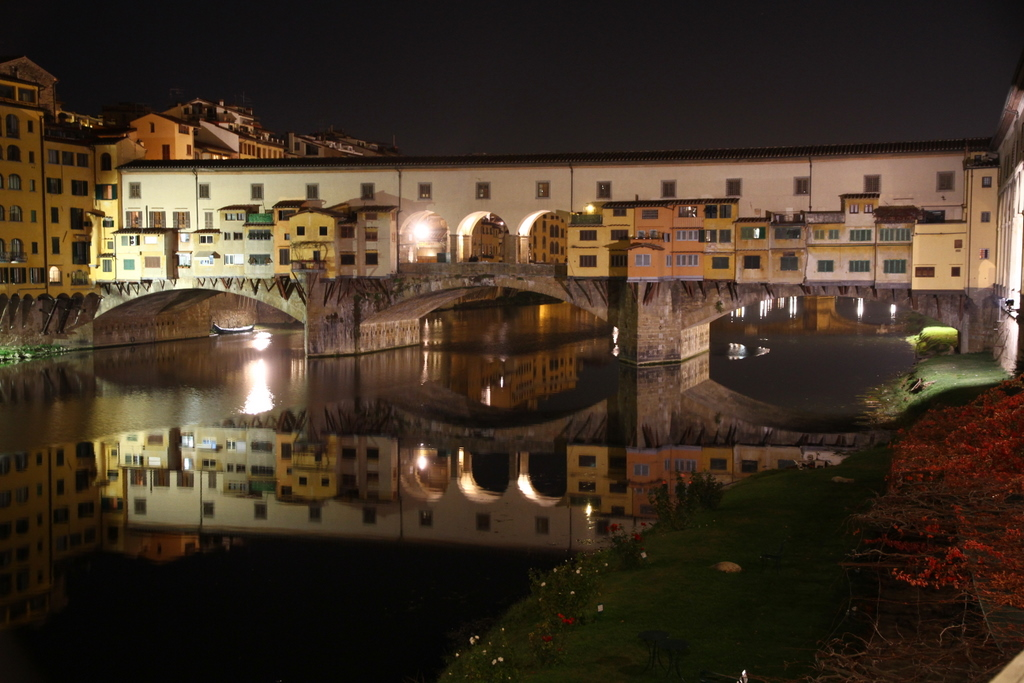
Florença com a Ponte Vecchio à noite
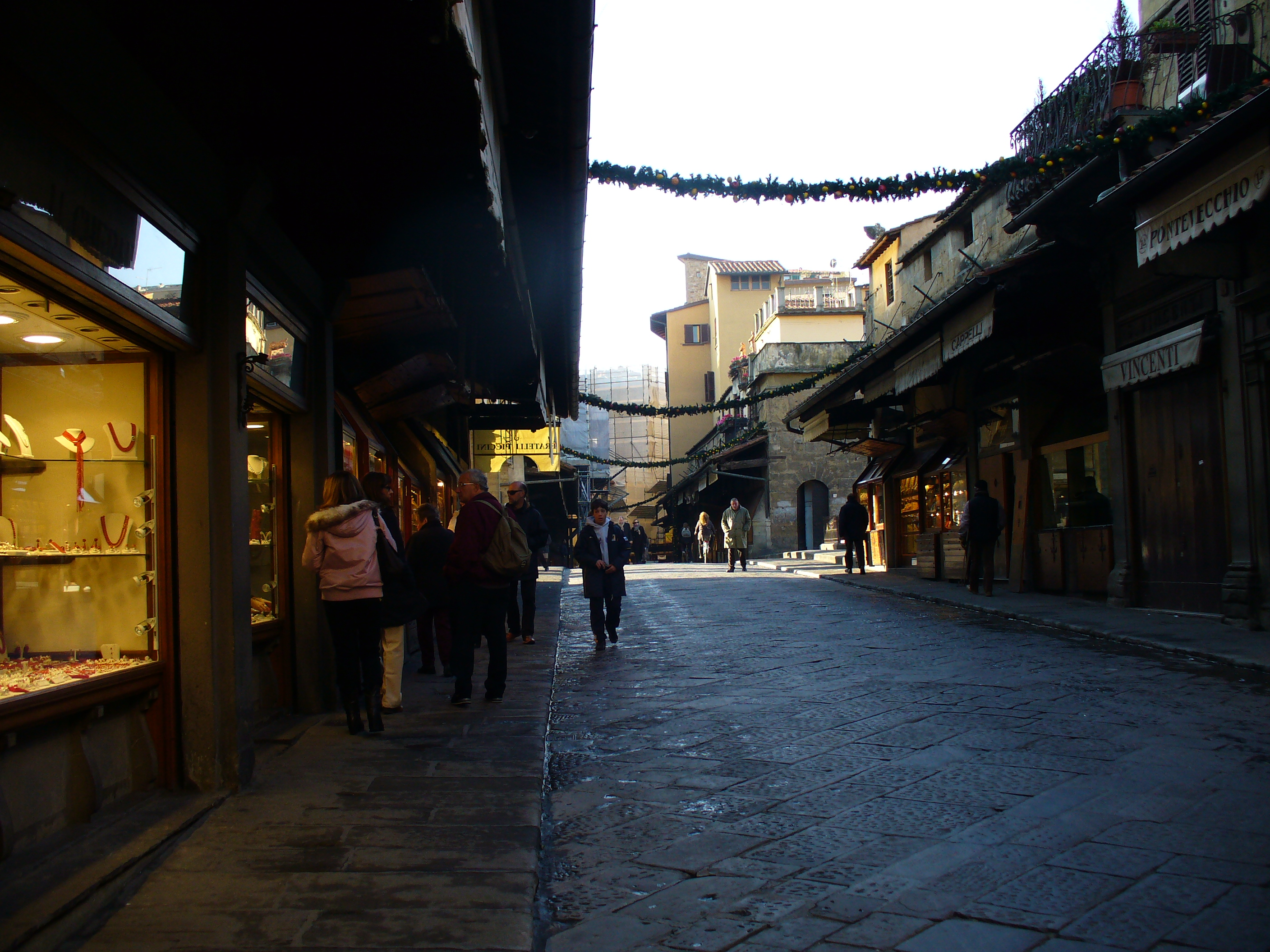
Vista da ponte
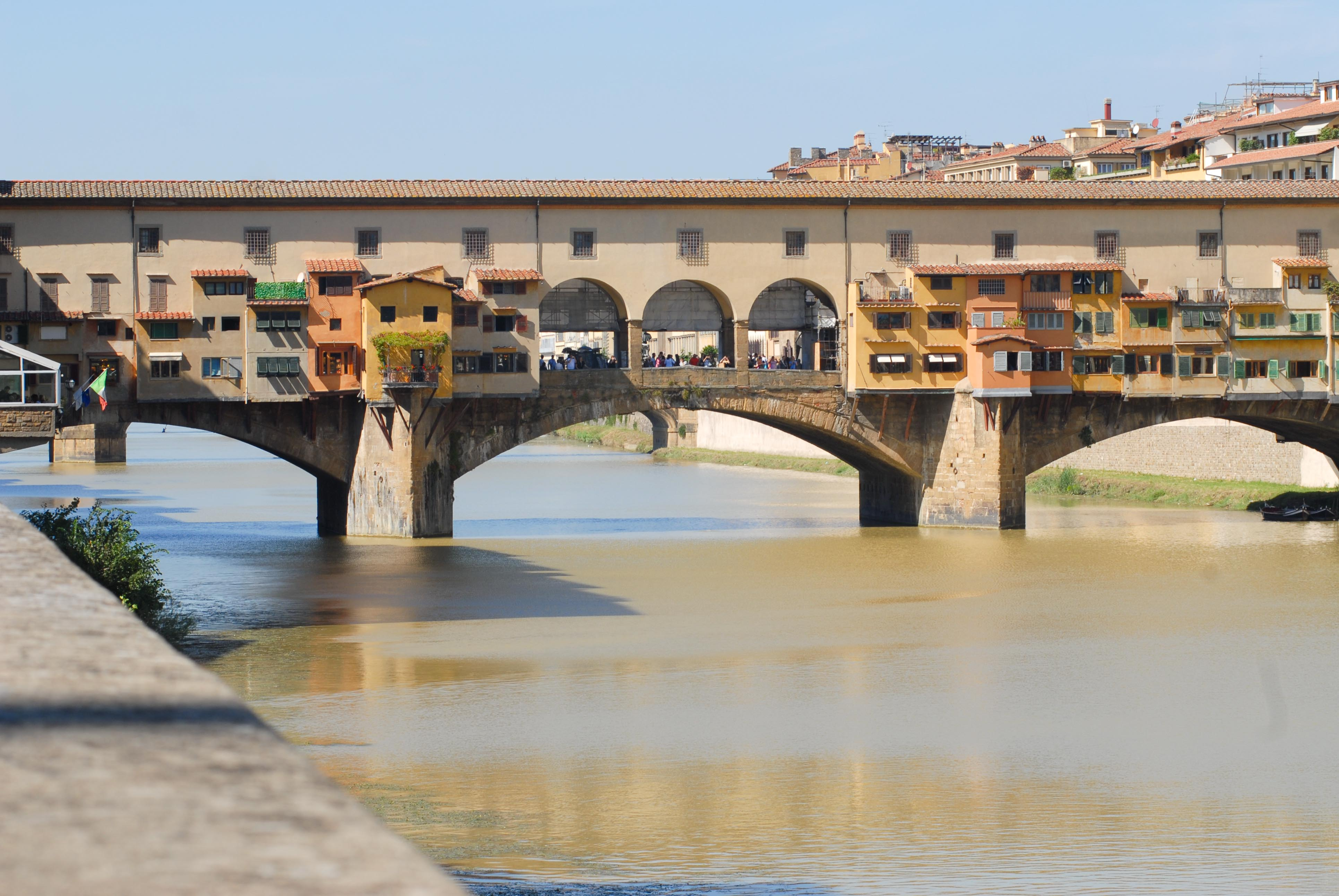
Ponte Vecchio
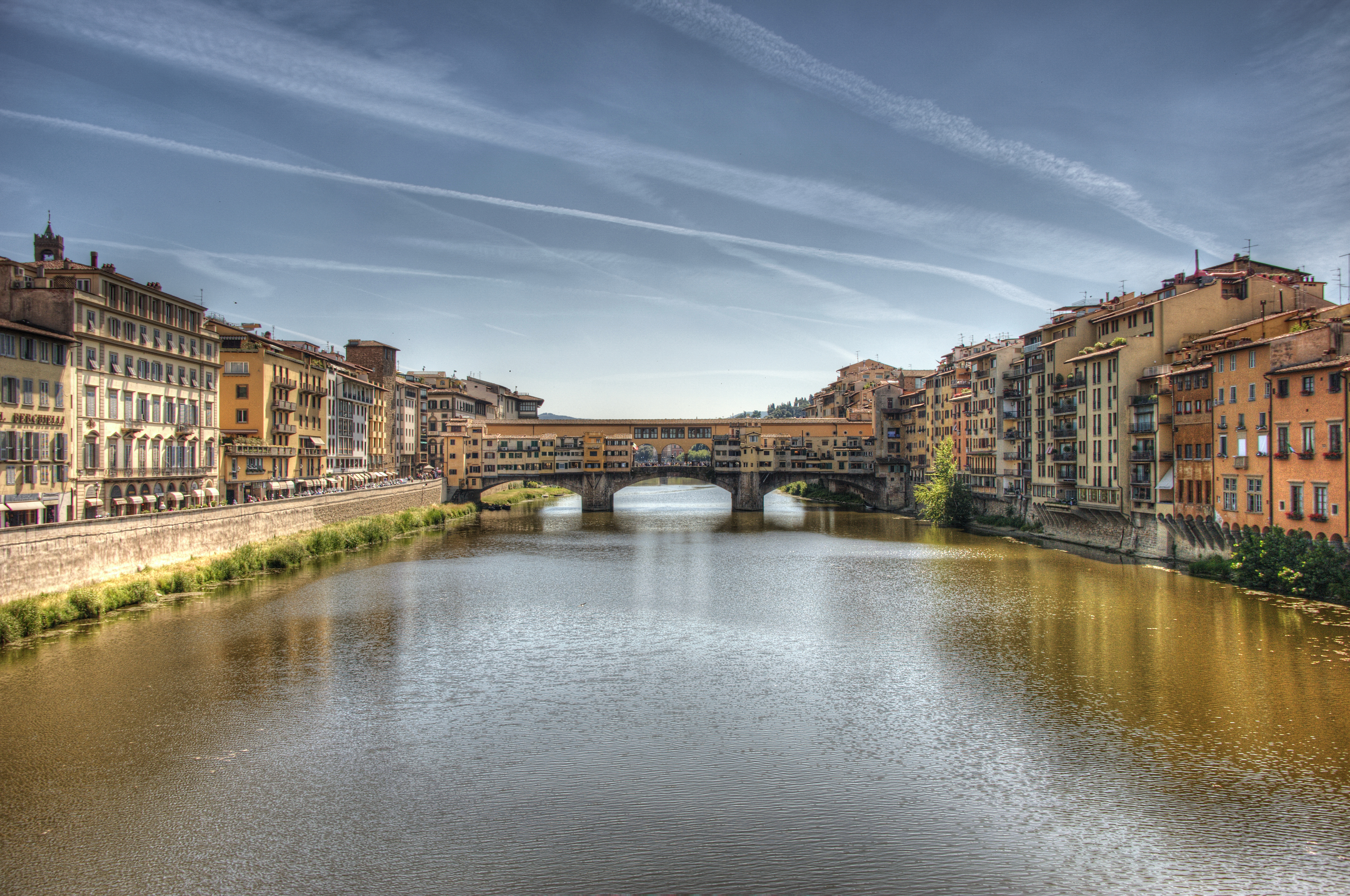
Rio Arno e a Ponte Vecchio
Panorama da Ponte Vecchio
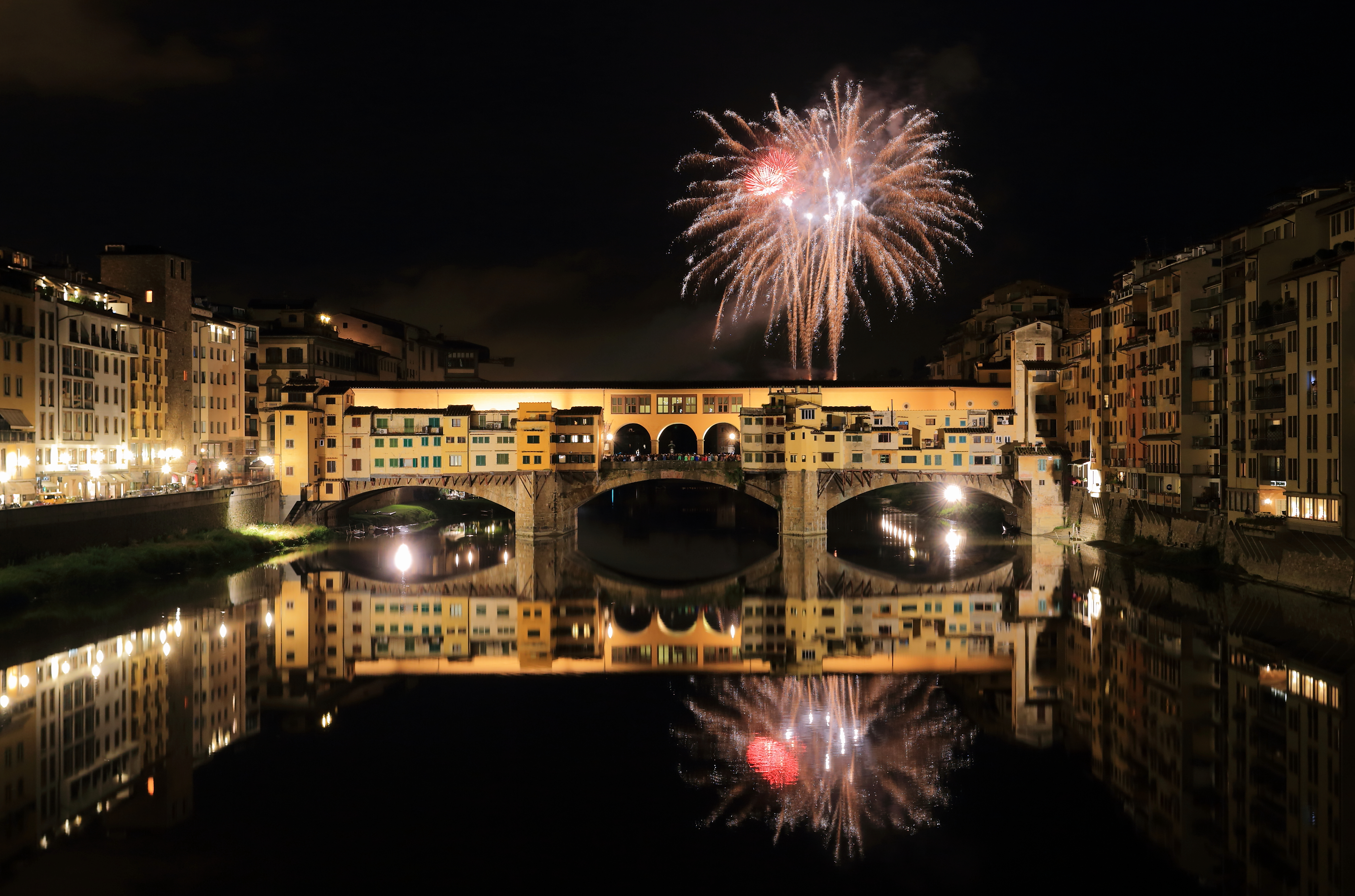
Fogos de artifício
Apartamento na ponte